# مکسول (بازیکن فوتبال)
مکسول شرر کابلینو آندراده (پرتغالی: Maxwell Scherrer Cabelino Andrade؛ زادهٔ ۲۷ اوت ۱۹۸۱)، بازیکن فوتبال سابق اهل برزیل است.